# Лутила
Лутила (слч. Lutila) насељено је мјесто са административним статусом сеоске општине (слч. obec) у округу Жјар на Хрону, у Банскобистричком крају, Словачка Република.

## Становништво
| Година:    | 1994. | 2004.    | 2014.   | 2024.   |
| ---------- | ----- | -------- | ------- | ------- |
| Број људи: | 1135  | 1332     | 1324    | 1382    |
| Разлика:   |       | +17,35 % | -0,60 % | +4,38 % |

| Година:    | 2023. | 2024.   |
| ---------- | ----- | ------- |
| Број људи: | 1377  | 1382    |
| Разлика:   |       | +0,36 % |

Према подацима о броју становника из 2011. године насеље је имало 1.334 становника.